# Santa Maria (Curaçao)
Santa Maria is een wijk in Willemstad, de hoofdstad van Curaçao. De wijk ligt naast de luchthaven Hato, aan de noordkant van het eiland. De wijk heeft een residentieel karakter. De dichtstbijzijnde stranden zijn Kokomo Beach en Blue Bay.